# 1949 en basket-ball
Chronologie du basket-ball
1948 en basket-ball - 1949 en basket-ball - 1950 en basket-ball
Les faits marquants de l'année 1949 en basket-ball :

## Mai
- 15 au 22 mai : Championnat d'Europe masculin : Égypte.

| Europe - France : ASVEL. - Grèce : Olympiakós Le Pirée. - Italie : Virtus Bologne. - URSS : USK Tartu. - Yougoslavie : Étoile rouge de Belgrade. | Amériques - Basketball Association of America : Minneapolis Lakers (Dernière édition sous le nom de BAA). | Afrique, Asie, Océanie |

### Féminines
| Europe - Espagne : non disputé (création en 1964). - France : Grenoble OU. - Grèce : non disputé (création en 1968). - Italie : Indomita Roma. | Amériques | Afrique, Asie, Océanie |

## Liens